# Stephen Drew
Stephen Oris Drew (Hahira, 16 de março de 1983) é um jogador americano de beisebol, atual interbases do Arizona Diamondbacks.

## Biografia
Em 2006, selecionado para o Jogo das Estrelas do Futuro, foi convocado para o time principal do D-Backs em 13 de julho, fazendo sua estréia no dia 15 do mesmo mês contra o Milwaukee Brewers.
É irmão mais novo do também jogador J.D. Drew.